# Élections législatives de 2007 en Auvergne
 (août 2025).
Si vous disposez d'ouvrages ou d'articles de référence ou si vous connaissez des sites web de qualité traitant du thème abordé ici, merci de compléter l'article en donnant les références utiles à sa vérifiabilité et en les liant à la section « Notes et références ».

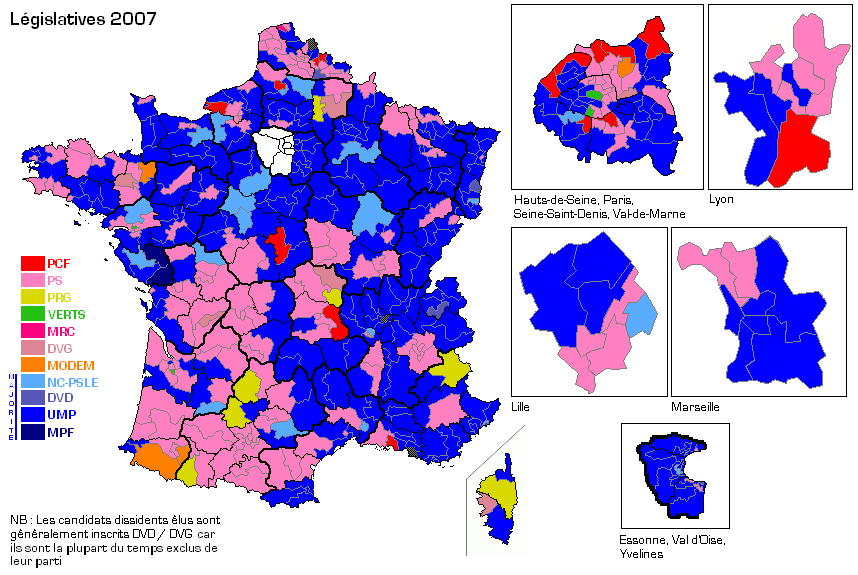

L'Auvergne, ancien fief politique de Valéry Giscard d'Estaing, est une région partagée entre des zones rurales plutôt implantées à droite et une agglomération, Clermont-Ferrand, traditionnellement ancrée à gauche.

## Allier
Les 4 députés élus en 2002 : Pierre-André Périssol (UMP) à Moulins ; Pierre Goldberg (PCF) à Montluçon ; Yves Simon (UMP) à Gannat ; Gérard Charasse (PRG) à Vichy

### 1recirconscription
| Nom du candidat                                                                      | Parti                                                  | Résultats 1er tour | Résultats 1er tour | Résultats 2e tour | Résultats 2e tour |
| Nom du candidat                                                                      | Parti                                                  | Voix               | %                  | Voix              | %                 |
| ------------------------------------------------------------------------------------ | ------------------------------------------------------ | ------------------ | ------------------ | ----------------- | ----------------- |
| Pierre-André Périssol, sortant, maire de Moulins                                     | Union pour un mouvement populaire                      | 14 523             | 40,41 %            | 17 283            | 45,47 %;          |
| Delphine Mayrargue                                                                   | Parti socialiste                                       | 3 121              | 8,66 %             |                   |                   |
| Guy Chambefort, 63 ans, maire d'Yzeure et conseiller général pour le canton d'Yzeure | dissident du Parti socialiste                          | 10 923             | 30,45 %            | 20 727            | 54,53 %;          |
| Jacques Cabanne, adjoint au maire d'Yzeure                                           | Parti communiste français                              | 2 387              | 6,62 %             |                   |                   |
| Gérard Matichard                                                                     | Les Verts                                              | 479                | 1,33 %             |                   |                   |
| Danielle Demure, deuxième adjoint au maire de Moulins                                | Union pour la démocratie française-Mouvement démocrate | 1 996              | 5,54 %             |                   |                   |
| Carla De Condé                                                                       | Front national                                         | 876                | 2,43 %             |                   |                   |

### 2ecirconscription
| Nom du candidat | Parti                                                  | Résultats 1er tour | Résultats 1er tour | Résultats 2e tour | Résultats 2e tour |
| Nom du candidat | Parti                                                  | Voix               | %                  | Voix              | %                 |
| --- | ------------------------------------------------------ | ------------------ | ------------------ | ----------------- | ----------------- |
| Mireille Schurch, suppléante du député sortant Pierre Goldberg, conseillère générale pour le canton de Montluçon-Sud et maire de Lignerolles | Parti communiste français                              | 8 091              | 19,66 %            |                   |                   |
| Daniel Dugléry, maire de Montluçon | Union pour un mouvement populaire                      | 16 837             | 40,91 %            | 20 160            | 46,41 %           |
| Bernard Lesterlin | Parti socialiste                                       | 10 481             | 25,46 %            | 23 278            | 53,59 %           |
| Claudy Aubert-Dassé, conseillère municipale et communautaire d'opposition de Montluçon                                                       | Les Verts                                              | 587                | 1,43 %             |                   |                   |
| Monique Cornet | Mouvement écologiste indépendant                       | 308                | 0,75 %             |                   |                   |
| Legoutière Pierre-Antoine | Union pour la démocratie française-Mouvement démocrate | 1 752              | 4,26 %             |                   |                   |
| Vesna Lazarevic | La France en action                                    | 135                | 0,33 %             |                   |                   |

### 3ecirconscription
| Nom du candidat | Parti                                                  | Résultats 1er tour | Résultats 1er tour | Résultats 2e tour | Résultats 2e tour |
| Nom du candidat | Parti                                                  | Voix               | %                  | Voix              | %                 |
| --- | ------------------------------------------------------ | ------------------ | ------------------ | ----------------- | ----------------- |
| Yves Simon | Union pour un mouvement populaire                      |                    |                    |                   |                   |
| Jean Mallot, premier vice-président du conseil régional d'Auvergne, président de Vulcania et conseiller municipal d'opposition de Saint-Pourçain-sur-Sioule | Parti socialiste                                       |                    |                    |                   |                   |
| Dominique Bidet, maire de Bellenaves et conseiller général pour le Canton d'Ébreuil                                                                         | Parti communiste français                              |                    |                    |                   |                   |
| Anne-Marie Chambeau | Les Verts                                              |                    |                    |                   |                   |
| Véronique Deris | Mouvement écologiste indépendant                       |                    |                    |                   |                   |
| Joly Claude | Union pour la démocratie française-Mouvement démocrate |                    |                    |                   |                   |
| Mireille Mornay | La France en action                                    |                    |                    |                   |                   |

### 4ecirconscription
| Nom du candidat                                                                             | Parti                                                  | Résultats 1er tour | Résultats 1er tour | Résultats 2e tour | Résultats 2e tour |
| Nom du candidat                                                                             | Parti                                                  | Voix               | %                  | Voix              | %                 |
| ------------------------------------------------------------------------------------------- | ------------------------------------------------------ | ------------------ | ------------------ | ----------------- | ----------------- |
| Gérard Charasse, soutenu par le Parti socialiste, sortant                                   | Parti radical de gauche                                |                    |                    |                   |                   |
| Claude Malhuret, maire de Vichy, ancien secrétaire d'État aux Droits de l'Homme (1986-1988) | Union pour un mouvement populaire                      |                    |                    |                   |                   |
| Daniel Rondepierre, 63 ans                                                                  | Les Verts                                              |                    |                    |                   |                   |
| Sophie Bège                                                                                 | Union pour la démocratie française-Mouvement démocrate |                    |                    |                   |                   |
| Pascale Semet                                                                               | Parti communiste français                              |                    |                    |                   |                   |

## Cantal
Les 2 députés élus en 2002 : Yves Coussain (UMP - parti radical) à Aurillac (ne se représente pas); Alain Marleix (UMP) à Saint-Flour / Mauriac

### 2ecirconscription
| Nom du candidat                 | Parti                             | Résultats 1er tour | Résultats 1er tour | Résultats 2e tour | Résultats 2e tour |
| Nom du candidat                 | Parti                             | Voix               | %                  | Voix              | %                 |
| ------------------------------- | --------------------------------- | ------------------ | ------------------ | ----------------- | ----------------- |
| Alain Marleix, sortant          | Union pour un mouvement populaire | 2348               | 63.72              |                   | Elu au 1er tour ; |
| Marie-Thérèse Salles            | Parti socialiste                  | 5404               | 14.69              |                   |                   |
| Dominique Dumazel               | Les Verts                         | 713                | 1.94               |                   |                   |
| Michel Fabre                    | Mouvement écologiste indépendant  | 525                | 1.43               |                   |                   |
| Marc Petitjean, maire de Celoux | MRC                               | 3578               | 9.73               |                   |                   |
| Pierre Morin                    | La France en action               | 43                 | 0.12               |                   |                   |

## Haute-Loire
Les deux députés élus en 2002 : Jacques Barrot (UMP) à Yssingeaux / Le Puy Est, remplacé en 2004 par Laurent Wauquiez à la suite de sa nomination à la Commission européenne ; Jean Proriol (UMP) au Puy Ouest

### 1recirconscription
| Nom du candidat                                 | Parti                             | Résultats 1er tour | Résultats 1er tour | Résultats 2e tour | Résultats 2e tour |
| Nom du candidat                                 | Parti                             | Voix               | %                  | Voix              | %                 |
| ----------------------------------------------- | --------------------------------- | ------------------ | ------------------ | ----------------- | ----------------- |
| Laurent Wauquiez, sortant                       | Union pour un mouvement populaire |                    |                    |                   |                   |
| Renée Vaggiani, maire du Monastier-sur-Gazeille | Parti socialiste                  |                    |                    |                   |                   |
| Cécile Gallien                                  | UDF-MoDem                         |                    |                    |                   |                   |

### 2ecirconscription
| Nom du candidat                                                                                                 | Parti                             | Résultats 1er tour | Résultats 1er tour | Résultats 2e tour | Résultats 2e tour |
| Nom du candidat                                                                                                 | Parti                             | Voix               | %                  | Voix              | %                 |
| --- | --------------------------------- | ------------------ | ------------------ | ----------------- | ----------------- |
| Jean Proriol, sortant                                                                                           | Union pour un mouvement populaire |                    |                    |                   |                   |
| André Chapaveire, vice-président du conseil régional d'Auvergne et conseiller municipal d'opposition de Brioude | Parti socialiste                  |                    |                    |                   |                   |
| Pierre Pommarel, conseiller régional d'Auvergne                                                                 | Les Verts                         |                    |                    |                   |                   |
| Philippe Cochet                                                                                                 | Mouvement écologiste indépendant  |                    |                    |                   |                   |
| Marie-Hélène de Brézanville                                                                                     | Mouvement pour la France          |                    |                    |                   |                   |
| Nelly Rangheard                                                                                                 | La France en action               |                    |                    |                   |                   |

## Puy-de-Dôme
Les 6 députés élus en 2002 : Odile Saugues (PS) à Clermont-Ferrand nord ; Alain Néri (PS) à Clermont-Ferrand sud ; Louis Giscard d'Estaing (UMP) à Rochefort-Montagne ; Jean-Paul Bacquet (PS) à Issoire ; André Chassaigne (PCF) à Thiers / Ambert ; Jean Michel (PS) à Riom

### 1recirconscription
La circonscription la plus urbaine du Puy de Dôme connaît une campagne très active. Parmi les nombreux candidats, plusieurs personnalités très connues et très implantées s'affrontent, brisant le caractère binaire de l'affrontement dans la plupart des circonscriptions.
Le débat sur l'incinérateur anime particulièrement cette campagne, les candidats étant des acteurs majeurs du dossier.
La candidature d'une socialiste dissidente face à la députée sortante fait aussi partie des points majeurs de cette campagne électorale. L'ancienne secrétaire de section du quartier de Croix de Neyrat veut jouer de son implantation dans les quartiers populaires.
| Nom du candidat                                                              | Parti                                                  | Résultats 1er tour | Résultats 1er tour | Résultats 2e tour | Résultats 2e tour |
| Nom du candidat                                                              | Parti                                                  | Voix               | %                  | Voix              | %                 |
| ---------------------------------------------------------------------------- | ------------------------------------------------------ | ------------------ | ------------------ | ----------------- | ----------------- |
| Odile Saugues, sortante                                                      | Parti socialiste                                       | 13 100             | 38,81 %            |                   |                   |
| Anne Courtillé, conseillère régionale d'Auvergne                             | Union pour un mouvement populaire                      | 9 976              | 29,56 %            |                   |                   |
| Michel Fanget, 57 ans, conseiller municipal d'opposition de Clermont-Ferrand | Union pour la démocratie française-Mouvement démocrate | 3 921              | 11,62 %            |                   |                   |
| Alain Laffont                                                                | Comité unitaire antilibéral                            | 1 503              | 4,45 %             |                   |                   |
| Romain Saint-Luc                                                             | Front national                                         | 961                | 2,85 %             |                   |                   |
| Yvette Mercier, conseillère régionale d'Auvergne                             | Parti communiste français                              | 907                | 2,69 %             |                   |                   |
| Yves Leycuras                                                                | Les Verts                                              | 819                | 2,43 %             |                   |                   |
| François Barrière                                                            | Mouvement pour la France                               | 601                | 1,78 %             |                   |                   |
| Julia Gilger                                                                 | Ligue communiste révolutionnaire                       | 511                | 1,51 %             |                   |                   |
| Chafia Mentalecheta                                                          | Divers gauche                                          | 471                | 1,4 %              |                   |                   |
| Dominique Leclair                                                            | Lutte ouvrière                                         | 299                | 0,89 %             |                   |                   |
| Gisèle Naudier                                                               | Mouvement écologiste indépendant                       | 260                | 0,77 %             |                   |                   |
| Joëlle Girard                                                                | association Cœur de chats clermontois                  | 230                | 0,68 %             |                   |                   |
| Marc Delaire                                                                 | La France en action                                    | 195                | 0,58 %             |                   |                   |

### 2ecirconscription
Douze candidats s'affrontent dans cette circonscription. Le duel oppose surtout le député sortant, Alain Néri, au docteur Paul Suss. La campagne de ce dernier est rendue difficile par ses problèmes de santé.
Plusieurs conseillers municipaux et adjoints sont aussi candidats. À l'instar de Claire Joyeux, adjointe à Cournon d'Auvergne, ou de Marie-Christine Petit Belouin, conseillère municipale de Pont-du-Château.
| Nom du candidat                             | Parti                             | Résultats 1er tour | Résultats 1er tour | Résultats 2e tour | Résultats 2e tour |
| Nom du candidat                             | Parti                             | Voix               | %                  | Voix              | %                 |
| ------------------------------------------- | --------------------------------- | ------------------ | ------------------ | ----------------- | ----------------- |
| Alain Néri, sortant                         | Parti socialiste                  | 19 840             | 43.08              |                   |                   |
| Paul Suss                                   | Union pour un mouvement populaire | 14 802             | 32.14              |                   |                   |
| Claire Joyeux, adjointe au maire de Cournon | Parti communiste français         | 1 623              | 3.52               |                   |                   |
| Marie-Christine Petit-Belouin               | Les Verts                         | 1 661              | 3.61               |                   |                   |
| José Louis Montout                          | UMP dissident                     | 145                | 0.31               |                   |                   |
| Marie Savre                                 | Lutte ouvrière                    | 413                | 0.9                |                   |                   |
| Sandrine Clavières                          | LCR                               | 1 291              | 2.8                |                   |                   |
| Christiane Boeuf                            | Parti des travailleurs            | 229                | 0.5                |                   |                   |
| Fabienne Rémi                               | Front national                    | 1272               | 2.76               |                   |                   |
| Olivier Russier                             | Mouvement pour la France          | 510                | 1.11               |                   |                   |
| Martine Dame                                | La France en action               | 369                | 0.8                |                   |                   |
| Stéphanie Suchère                           | Mouvement démocrate               | 3 897              | 8.46               |                   |                   |

### 3ecirconscription
Face au député sortant, deux candidats socialistes s'affrontent. Alain Brochet, qui n'a pas obtenu l'investiture socialiste, s'est mis en congé de son parti pour pouvoir maintenir sa candidature. Durant la campagne, le maire de Ceyrat a reçu - à la surprise générale - le soutien de Dominique Turpin, pourtant de droite, l'adversaire politique de Louis Giscard d'Estaing et candidat malheureux à la conquête de la Mairie de Chamalières face à ce dernier à la suite du décès de Claude Wolff.
| Nom du candidat | Parti                                                  | Résultats 1er tour | Résultats 1er tour | Résultats 2e tour | Résultats 2e tour |
| Nom du candidat | Parti                                                  | Voix               | %                  | Voix              | %                 |
| --- | ------------------------------------------------------ | ------------------ | ------------------ | ----------------- | ----------------- |
| Louis Giscard d'Estaing, sortant, maire de Chamalières                                                              | Union pour un mouvement populaire                      |                    |                    |                   |                   |
| Mireille Lacombe, conseillère générale pour le canton de Clermont-Ferrand-Est                                       | Parti socialiste                                       |                    |                    |                   |                   |
| Jean-Philippe Valentin, conseiller municipal d'opposition de Clermont-Ferrand                                       | Union pour la démocratie française-Mouvement démocrate |                    |                    |                   |                   |
| Alain Broche], maire de Ceyrat, conseiller général pour le canton de Beaumont                                       | divers gauche                                          |                    |                    |                   |                   |
| Christine Thomas, conseillère municipale de Beaumont                                                                | Parti communiste français                              |                    |                    |                   |                   |
| Odile Vignal | Les Verts                                              |                    |                    |                   |                   |
| Jean-Michel Duclos, soutenu par les Comités unitaires anti-Libéraux, les Comités Bové, la LCR63, et les Alter-Ekolo | Gauche alternative 2007                                |                    |                    |                   |                   |
| Claude Dufour |                                                        |                    |                    |                   |                   |
| Claude Jaffrès | MPF                                                    |                    |                    |                   |                   |
| Marie-Christine Guibert                                                                                             |                                                        |                    |                    |                   |                   |
| Jean-Marc Miguet | MRC                                                    |                    |                    |                   |                   |
| Olivier Guillet | La France en action                                    |                    |                    |                   |                   |
| Marie-Anne Salazar                                                                                                  |                                                        |                    |                    |                   |                   |
| Christophe Bard |                                                        |                    |                    |                   |                   |
| Michel Bidaux |                                                        |                    |                    |                   |                   |

### 4ecirconscription
| Nom du candidat                                               | Parti                                                  | Résultats 1er tour | Résultats 1er tour | Résultats 2e tour | Résultats 2e tour |
| Nom du candidat                                               | Parti                                                  | Voix               | %                  | Voix              | %                 |
| ------------------------------------------------------------- | ------------------------------------------------------ | ------------------ | ------------------ | ----------------- | ----------------- |
| Jean-Paul Bacquet, sortant                                    | Parti socialiste                                       |                    |                    |                   |                   |
| Christophe Serre, conseiller général pour le canton de Tauves | Union pour un mouvement populaire                      |                    |                    |                   |                   |
| Philippe Gatignol                                             | Union pour la démocratie française-Mouvement démocrate |                    |                    |                   |                   |
| Jacques Folliguet                                             | Parti communiste français                              |                    |                    |                   |                   |
| Hélène Pelletier-Fourvel                                      | Les Verts                                              |                    |                    |                   |                   |
| Emmanuel Rousselet                                            | Mouvement écologiste indépendant                       |                    |                    |                   |                   |
| Marité Poinas                                                 | La France en action                                    |                    |                    |                   |                   |

### 5ecirconscription
La circonscription du Livradois-Forez offre un second mandat au député sortant, André Chassaigne. Les résultats sont marqués par des scores important pour le candidat communiste. Au 1er tour, il arrive largement en tête et gagne sans difficulté la "primaire" de gauche. La candidate socialiste, la Thiernoise Martine Munoz, peine à dépasser les 10 % des voix. Au second tour, André Chassaigne frise les 66 %. On déduit vite de son score que ses suffrages ont rassemblé bien plus que les électeurs de gauche.
| Nom du candidat                                                               | Parti                             | Résultats 1er tour | Résultats 1er tour | Résultats 2e tour | Résultats 2e tour |
| Nom du candidat                                                               | Parti                             | Voix               | %                  | Voix              | %                 |
| ----------------------------------------------------------------------------- | --------------------------------- | ------------------ | ------------------ | ----------------- | ----------------- |
| André Chassaigne, sortant                                                     | Parti communiste français         |                    |                    |                   |                   |
| Anne-Marie Delannoy, conseillère régionale et maire de Saint-Rémy-sur-Durolle | Union pour un mouvement populaire |                    |                    |                   |                   |
| Martine Munoz, conseillère régionale                                          | Parti socialiste                  |                    |                    |                   |                   |
| Philippe Le Pont                                                              | Les Verts                         |                    |                    |                   |                   |
| Hubert Constancias                                                            | Mouvement écologiste indépendant  |                    |                    |                   |                   |
| Bernard Broustine                                                             | Alternative libérale              |                    |                    |                   |                   |
| Pierre Fortier                                                                | La France en action               |                    |                    |                   |                   |

### 6ecirconscription
| Nom du candidat                                                                          | Parti                                                  | Résultats 1er tour | Résultats 1er tour | Résultats 2e tour | Résultats 2e tour |
| Nom du candidat                                                                          | Parti                                                  | Voix               | %                  | Voix              | %                 |
| ---------------------------------------------------------------------------------------- | ------------------------------------------------------ | ------------------ | ------------------ | ----------------- | ----------------- |
| Jean Michel, sortant                                                                     | Parti socialiste                                       |                    |                    |                   |                   |
| Marie-Thérèse Sikora, conseillère régionale et adjointe au maire de Saint-Éloy-les-Mines | Union pour un mouvement populaire                      |                    |                    |                   |                   |
| Catherine Mallick                                                                        | Union pour la démocratie française-Mouvement démocrate |                    |                    |                   |                   |
| Pascal Estier, maire des Ancizes-Comps                                                   | Parti communiste français                              |                    |                    |                   |                   |
| Olivier Clavaud                                                                          | Les Verts                                              |                    |                    |                   |                   |
| Françoise Joet                                                                           | Mouvement écologiste indépendant                       |                    |                    |                   |                   |
| Jacques Montel                                                                           | La France en action                                    |                    |                    |                   |                   |